# Еластикотаксис
Еластикотаксис — властивість клітин (знайдена поки що тільки у бактерії Myxococcus xanthus) орієнтуватися у напрямку слабких еластичних сил у шарі полімерного матеріалу, на якому вони знаходяться. Протягом 5 хвилин після прикладення тиску до шару агару, кожна клітина починає переорієнтовувати свою вісь у напрямку тиску, клітини починають рухатися у цьому напрямку і колонія стає асиметричною.